# 比達爾·巴赫特

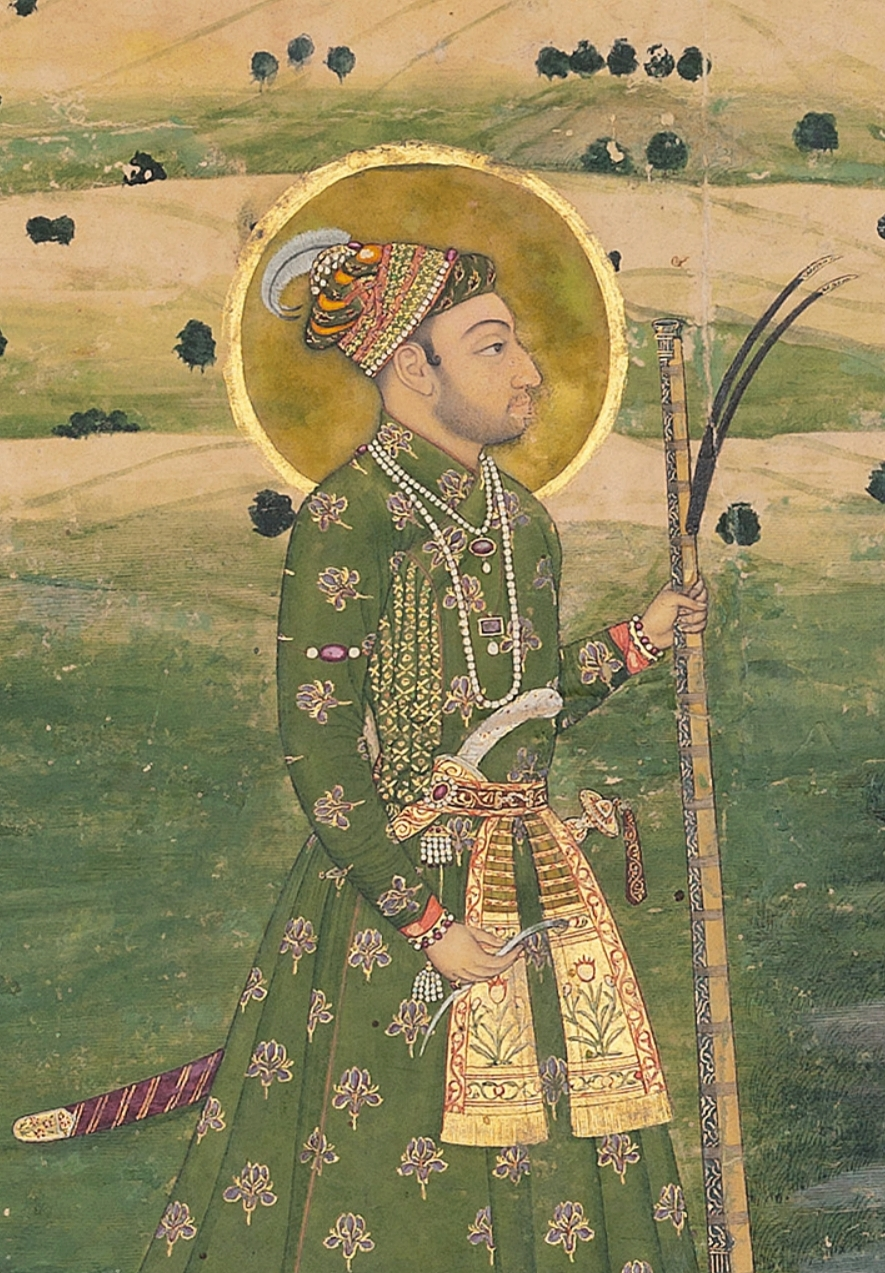
手持火繩槍的比達爾·巴赫特

穆罕默德·比達爾·巴赫特（Muhammad Bidar Bakht，1670年8月4日—1707年6月20日）是一位蒙兀兒帝國的皇室成員，他的父親阿扎姆·沙曾於1707年短暫登上蒙兀兒帝國皇帝的寶座，生母則為達拉·希科的女兒嘉罕澤布·芭奴·貝居姆。比達爾以身為一名英勇、幹練和成功的將軍而聞名，被認為是當時最有能力的蒙兀兒皇子，他也是奧朗則布最中意和鍾愛的孫子。
從十七歲起，年紀輕輕的比達爾·巴赫特就開始擔任高階將領和行政官員的職務，他參與的首批軍事戰役之一是攻占辛西尼的堡壘，經過激烈的戰鬥和慘重的損失後，比達爾·巴赫特成功佔領了堡壘。十九歲時，他率領蒙兀兒軍隊擊敗了入侵的馬拉塔帝國軍隊，並沿途追擊敵軍整整十天。而後比達爾·巴赫特被任命為奧蘭加巴德總督，隨即又被轉調為摩臘婆總督，期間他必須不斷鎮壓各地此起彼伏的叛亂並擊退鄰國的入侵。1707年，年邁的奧朗則布皇帝去世，比達爾·巴赫特的父親阿扎姆·沙宣布繼承皇位，不幸的是，比達爾·巴赫特和其父阿扎姆·沙在隨後發生的賈賈烏戰役中，被奧朗則布次子巴哈杜爾·沙率領的軍隊擊敗，父子倆人一同戰死沙場。